# Tutta d'un fiato (fino al fischio finale)
Tutta d'un fiato (fino al fischio finale) è un singolo della cantante italiana Cristina D'Avena pubblicato il 20 dicembre 2019 da RTI Music.

## Il brano
Tutta d'un fiato (fino al fischio finale) è una canzone incisa da Cristina D'Avena e sigla italiana dell'anime Captain Tsubasa. Questa è la terza canzone che l'artista canta per la serie di Capitan Tsubasa, dopo Che campioni Holly e Benji!!! e Holly e Benji Forever.
La sigla è stata scritta e composta dall'artista insieme a un trio di artisti molto noti anche a livello internazionale, il duo Merk & Kremont e Jacopo Ettorre. A distanza di 5 anni, il brano è il primo che l'artista incide con RTI dopo il passaggio a Warner Music Italy.
Successivamente, la traccia è stata inserita nell'EP Nel cuore solo il calcio, uscito il 9 giugno 2021.

## Tracce
Testi e musiche di Federico Mercuri, Giordano Cremona,  Cristina D'Avena e Jacopo Ettorre.
1. Tutta d'un fiato (fino al fischio finale) – 3:08

## Produzione e formazione
- Federico Mercuri, Giordano Cremona – tastiere, chitarre, cori e arrangiamento
- Giorgio de Petri, Luca Sparagino – chitarre
- Jacopo Ettorre – chitarre e cori
- Mattia Lappano – cori
- Antonio Nappo – Registrazione al QRecording Studio (MI) e al MerkandKremont Studio (MI)
- Cristian Milani – mixing
- Valeriano Chiaravalle – direzione musicale